# Андраш Ланьї
Андраш Ланьї (угор. András Lányi; нар. 26 листопада 1969) — колишній угорський тенісист.
Найвищу одиночну позицію світового рейтингу — 374 місце досяг 19 червня 1989, парну — 194 місце — 6 лютого 1995 року.
Здобув 3 парні титули.

## Фінали сателітів та челленджерів

### Одиночний розряд: 1 (0–1)
| Легенда (одиночний розряд) |
| -------------------------- |
| Тур ATP Челленджер (0–0)   |
| ITF Satellites (0–1)       |

| Титули за покриттям |
| ------------------- |
| Тверде (0–0)        |
| Ґрунт (0–1)         |
| Трава (0–0)         |
| Килим (0–0)         |

| Результат | В-П | Дата     | Турнір                      | Рівень  | Покриття | Суперник      | Рахунок  |
| --------- | --- | -------- | --------------------------- | ------- | -------- | ------------- | -------- |
| Поразка   | 0–1 | Лип 1993 | Зеефельд-ін-Тіроль, Австрія | Сателіт | Ґрунт    | Мартін Шеффль | 4–6, 4–6 |

### Парний розряд 8 (3–5)
| Легенда (парний розряд)  |
| ------------------------ |
| Тур ATP Челленджер (0–2) |
| ITF Satellites (3–3)     |

| Титули за покриттям |
| ------------------- |
| Тверде (0–0)        |
| Ґрунт (3–5)         |
| Трава (0–0)         |
| Килим (0–0)         |

| Результат | В-П | Дата     | Турнір                   | Рівень     | Покриття | Партнер           | Суперники                     | Рахунок       |
| --------- | --- | -------- | ------------------------ | ---------- | -------- | ----------------- | ----------------------------- | ------------- |
| Поразка   | 0–1 | Сер 1988 | Рюмікон, Швейцарія       | Челленджер | Ґрунт    | Ласло Марковіц    | Ян Апелль Велі Палохеймо      | 5–7, 7–6, 3–6 |
| Поразка   | 0–2 | Вер 1988 | Салоніки, Греція         | Челленджер | Ґрунт    | Стефано Меццандрі | Мортен Крістенсен Стів Гай    | 3–6, 4–6      |
| Поразка   | 0–3 | Чер 1991 | Ерд, Угорщина            | Сателіт    | Ґрунт    | Тібор Тот         | Іван Кескинов Йожеф Крочко    | 1–6, 6–7      |
| Перемога  | 1–3 | Чер 1991 | Agárd, Угорщина          | Сателіт    | Ґрунт    | Тібор Тот         | Браніслав Ґалік Роберт Краус  | 7–5, 6–2      |
| Поразка   | 1–4 | Сер 1993 | Печ (Угорщина), Угорщина | Сателіт    | Ґрунт    | Тібор Тот         | Петр Пала Ендрю Річардсон     | 3–6, 6–3, 4–6 |
| Перемога  | 2–4 | Січ 1994 | Каїр, Єгипет             | Сателіт    | Ґрунт    | Давід Екерот      | П'єр Бутьє Ніколя Сабас       | 6–1, 6–3      |
| Перемога  | 3–4 | Січ 1994 | Каїр, Єгипет             | Сателіт    | Ґрунт    | Давід Екерот      | Джеффрі Гантер Денні Сепсфорд | 6–0, 7–6      |
| Поразка   | 3–5 | Лют 1994 | Каїр, Єгипет             | Сателіт    | Ґрунт    | Давід Екерот      | Невілл Годвін Гарет Вільямс   | 6–7, 2–6      |

## Кубок Девіса

### Участі: (12–13)
| Участь у матчах груп |
| -------------------- |
| Світова група (0–0)  |
| WG playoff (1–1)     |
| Група I (11–12)      |
| Група II (0–0)       |
| Група III (0–0)      |
| Група IV (0–0)       |

| Матчів за покриттям |
| ------------------- |
| Тверде (3–3)        |
| Ґрунт (5–7)         |
| Трава (0–0)         |
| Килим (4–3)         |

| Матчів за розрядом      |
| ----------------------- |
| Одиночний розряд (6–10) |
| Парний розряд (6–3)     |

- ▲ ▼ позначає результат матчу на Кубок Девіса, після чого вказано дату, місце проведення і тип покриття тенісного корту.

| Rubber outcome | Ранг | Rubber | Тип матчу (партнер, якщо є)                                                                                   | Країна-суперниця                                                                                              | Гравець(вці)-суперник(и)                                                                                      | Рахунок |
| ▼0–5; 12–14 червня 1987; Estádio Nacional, Лісабон, Португалія; чвертьфінал Європейської зони (зона B); ґрунт                     | ▼0–5; 12–14 червня 1987; Estádio Nacional, Лісабон, Португалія; чвертьфінал Європейської зони (зона B); ґрунт | ▼0–5; 12–14 червня 1987; Estádio Nacional, Лісабон, Португалія; чвертьфінал Європейської зони (зона B); ґрунт | ▼0–5; 12–14 червня 1987; Estádio Nacional, Лісабон, Португалія; чвертьфінал Європейської зони (зона B); ґрунт | ▼0–5; 12–14 червня 1987; Estádio Nacional, Лісабон, Португалія; чвертьфінал Європейської зони (зона B); ґрунт | ▼0–5; 12–14 червня 1987; Estádio Nacional, Лісабон, Португалія; чвертьфінал Європейської зони (зона B); ґрунт | ▼0–5; 12–14 червня 1987; Estádio Nacional, Лісабон, Португалія; чвертьфінал Європейської зони (зона B); ґрунт |
| --- | --- | --- | --- | --- | --- | --- |
| Поразка | 1 | I | Одиночний розряд                                                                                              | Португалія | Жоао Кунья е Сілва                                                                                            | 4–6, 4–6, 7–5, 6–8                                                                                            |
| Поразка | 2 | III | Парний розряд (з Шандором Кішем)                                                                              | Португалія | Педру Кордейру / Жоао Кунья е Сілва                                                                           | 2–6, 9–7, 4–6, 2–6                                                                                            |
| Поразка | 3 | IV | Одиночний розряд (Матч без турнірного значення)                                                               | Португалія | Нуно Маркес                                                                                                   | 0–6, 6–4, 2–6                                                                                                 |
| ▼0–5; 6–8 травня 1988; Лагос, Нігерія; чвертьфінал Групи I Європейської зони; тверде                                              | | | | | | |
| Поразка | 4 | I | Одиночний розряд                                                                                              | Нігерія | Ндука Одізор                                                                                                  | 7–5, 3–6, 3–6, 1–6                                                                                            |
| Поразка | 5 | III | Парний розряд (з Ласло Марковіцем)                                                                            | Нігерія | Тоні Ммо / Ндука Одізор                                                                                       | 5–7, 3–6, 6–2, 4–6                                                                                            |
| Поразка | 6 | V | Одиночний розряд (Матч без турнірного значення)                                                               | Нігерія | Тоні Ммо | 6–4, 3–6, 5–7                                                                                                 |
| ▲3–2; 10–13 червня 1988; Маргіт (острів), Будапешт, Угорщина; плей-оф на вибуття Групи I Європейської зони A; ґрунт               | | | | | | |
| Перемога | 7 | I | Одиночний розряд                                                                                              | Бельгія | Барт Вейтс | 6–3, 6–4, 6–3                                                                                                 |
| Перемога | 8 | V | Одиночний розряд                                                                                              | Бельгія | Ксав'є Дофресн                                                                                                | 6–4, 5–7, 6–2, 6–1                                                                                            |
| ▲4–1; 3–5 лютого 1989; City Sports Centre, Хараре, Зімбабве; перше коло Групи I зони Європа/Африка A; тверде (з)                  | | | | | | |
| Перемога | 9 | II | Одиночний розряд                                                                                              | Зімбабве | Байрон Блек                                                                                                   | 6–3, 2–6, 7–6(7–4), 4–6, 6–3                                                                                  |
| Перемога | 10 | III | Парний розряд (з Ласло Марковіцем)                                                                            | Зімбабве | Байрон Блек / Крейґ Роджер                                                                                    | 6–2, 5–7, 1–6, 7–5, 10–8                                                                                      |
| Перемога | 11 | IV | Одиночний розряд (Матч без турнірного значення)                                                               | Зімбабве | Крейґ Роджер                                                                                                  | 6–2, 6–2 |
| ▲4–1; 5–7 травня 1989; Dózsa Stadium, Будапешт, Угорщина; друге коло Групи I зони Європа/Африка A; ґрунт                          | | | | | | |
| Перемога | 12 | II | Одиночний розряд                                                                                              | Нігерія | Садік Абделлахі                                                                                               | 6–3, 6–3, 6–4                                                                                                 |
| Поразка | 13 | IV | Одиночний розряд (Матч без турнірного значення)                                                               | Нігерія | Ндука Одізор                                                                                                  | 4–6, 7–6(7–5), 2–6                                                                                            |
| ▼1–4; 21–23 липня 1989; Chase Stadium, Окленд (Нова Зеландія), Нова Зеландія; плей-оф Світової групи; килим (з)                   | | | | | | |
| Перемога | 14 | II | Одиночний розряд                                                                                              | Нова Зеландія                                                                                                 | Стів Гай | 7–5, 5–7, 6–4, 6–4                                                                                            |
| Поразка | 15 | IV | Одиночний розряд                                                                                              | Нова Зеландія                                                                                                 | Келле Евернден                                                                                                | 0–6, 5–7, 4–6                                                                                                 |
| ▼1–4; 4–6 травня 1990; Royal Primrose CB, Брюссельський столичний регіон, Бельгія; друге коло Групи I зони Європа/Африка B; ґрунт | | | | | | |
| Поразка | 16 | II | Одиночний розряд                                                                                              | Бельгія | Барт Вейтс | 1–6, 1–6, 2–6                                                                                                 |
| Перемога | 17 | III | Парний розряд (з Ласло Марковіцем)                                                                            | Бельгія | Ксав'є Дофресн / Деніс Ланґаскенс                                                                             | 6–4, 6–3, 4–6, 7–6(7–3)                                                                                       |
| Поразка | 18 | IV | Одиночний розряд                                                                                              | Бельгія | Едуардо Массо                                                                                                 | 2–6, 6–4, 5–7, 3–6                                                                                            |
| ▼1–4; 1–3 лютого 1991; Vasas Sport Club, Будапешт, Угорщина; перше коло Групи I зони Європа/Африка A; килим (з)                   | | | | | | |
| Поразка | 19 | I | Одиночний розряд                                                                                              | СРСР | Андрій Черкасов                                                                                               | 3–6, 3–6, 3–6                                                                                                 |
| Перемога | 20 | III | Парний розряд (з Ласло Марковіцем)                                                                            | СРСР | Андрій Чесноков / Дмитро Поляков                                                                              | 6–3, 6–7(6–8), 6–4, 6–4                                                                                       |
| ▲5–0; 3–5 травня 1991; Újpesti Tennis Club, Будапешт, Угорщина; Euro/African Group I Zone A relegation playoff; ґрунт             | | | | | | |
| Перемога | 21 | III | Парний розряд (з Ласло Марковіцем)                                                                            | Марокко | Карім Аламі / Арафат Чекруні                                                                                  | 6–3, 6–4, 4–6, 3–6, 6–3                                                                                       |
| ▲3–2; 31 січня — 2 лютого 1992; Vasas Sports Club, Будапешт, Угорщина; друге коло Групи I зони Європа/Африка B; килим (з)         | | | | | | |
| Перемога | 22 | III | Парний розряд (з Ласло Марковіцем)                                                                            | Польща | Войцех Фібак / Томаш Іванський                                                                                | 3–6, 7–5, 6–2, 6–2                                                                                            |
| Перемога | 23 | V | Одиночний розряд (Матч без турнірного значення)                                                               | Польща | Томаш Іванський                                                                                               | 7–5, 6–7(4–7), 13–11                                                                                          |
| ▲4–1; 26–28 березня 1993; Vasas Sports Club, Будапешт, Угорщина; Euro/African Group I Zone B first round; килим (з)               | | | | | | |
| Перемога | 24 | III | Парний розряд (з Ласло Марковіцем)                                                                            | Фінляндія | Alexander Lindholm / Оллі Ранасто                                                                             | 6–4, 6–3, 7–6(7–5)                                                                                            |
| ▲3–2; 30 квітня — 2 травня 1993; Újpesti Tennis Club, Будапешт, Угорщина; друге коло Групи I зони Європа/Африка B; ґрунт          | | | | | | |
| Поразка | 25 | III | Парний розряд (з Ласло Марковіцем)                                                                            | Велика Британія                                                                                               | Джеремі Бейтс / Марк Петчі                                                                                    | 3–6, 2–6, 4–6                                                                                                 |